# Michael Storm
Michael Earle Storm (Arlington, 22 agosto 1959) è un ex pentatleta statunitense.

## Palmarès
In carriera ha conseguito i seguenti risultati:
- Giochi olimpici:

Los Angeles 1984: argento nel pentathlon moderno a squadre.